# Хервиг, Хольгер
Хольгер Генрих Хе́рвиг (англ. Holger Heinrich Herwig; род. 25 сентября 1941, Гамбург) — канадский военный историк немецкого происхождения.

## Биография
Хервиг учился в Университете Британской Колумбии и Университете штата Нью-Йорк. Защитил докторскую диссертацию. В 1971—1972 годах являлся ассистент-профессором Индианского университета. В 1971—1989 годах преподавал в Университете Вандербильта, получил звание профессора. В 1985—1986 годах являлся приглашённым профессором стратегии в Военно-морском колледже, а затем перешёл на работу профессором истории в Университет Калгари. В 1991—1996 годах возглавлял отдел истории, а с 2001 года — кафедру исследования Канады в Центре военных и стратегических исследований. В 1998 годах являлся приглашённым профессором в Колледже Вильгельма и Марии. В 2010 году преподавал в Академии ВВС США в Колорадо-Спрингс.
Хольгер Хервиг является членом Королевского общества Канады и лауреатом нескольких стипендий, в том числе Фонда Александра фон Гумбольдта и Фонда Рокфеллера. Является членом общества Atlantik-Brücke.
Хервиг — автор более десятка книг и многих специализированных монографий, в первую очередь о Первой мировой войне. Его труды были переведены на китайский, чешский, немецкий, польский, португальский и сербохорватский языки. Являлся консультантом телеканала Discovery Channel и других телевизионных передач.